# Российская авиационная группа Миссии ООН в Судане (РАГ МООНС)
Российская авиационная группа Миссии ООН в Судане/Южном Судане (РАГ МООНС/МООНЮС) — российское воинское формирование (авиационное) в составе Миротворческих сил ООН в Судане.
Дислоцировалась в аэропорту населённого пункта Джуба в Южном Судане с апреля 2006 года по март 2012 года, в соответствии с резолюциями Совета Безопасности ООН № 1590 от 24 марта 2005 года и № 1627 от 23 сентября 2005 года, Гарантийным письмом между ООН и Правительством РФ № 2005—016 от 30 июня 2006 года, Указом Президента России от 7 февраля 2006 года № 80 «О направлении воинского формирования Вооружённых сил Российской Федерации для участия в операции ООН по поддержанию мира в Республике Судан» и Постановлением Совета Федерации Федерального Собрания России № 455-СФ от 27 декабря 2005 года «Об использовании воинского формирования Вооружённых Сил Российской Федерации в операции ООН по поддержанию мира в Республике Судан».
9 июля 2011 года после проведённого референдума Южный Судан получил статус независимого государства. При этом 8 июля 2011 года Совет Безопасности ООН принял резолюцию № 1996 (2011), в которой определил, что ситуация в Южном Судане продолжает представлять собой угрозу международному миру и безопасности в регионе, в связи с чем учредил Миссию Организации Объединённых Наций в Южном Судане (МООНЮС). Таким образом, российская авиационная группа автоматически перешла под юрисдикцию вновь созданной миссии.

## Цель и задачи авиационной группы

### Цель
Поддержка миротворческих операций ООН, проводимых на основании мандата Совета Безопасности ООН.

### Задачи

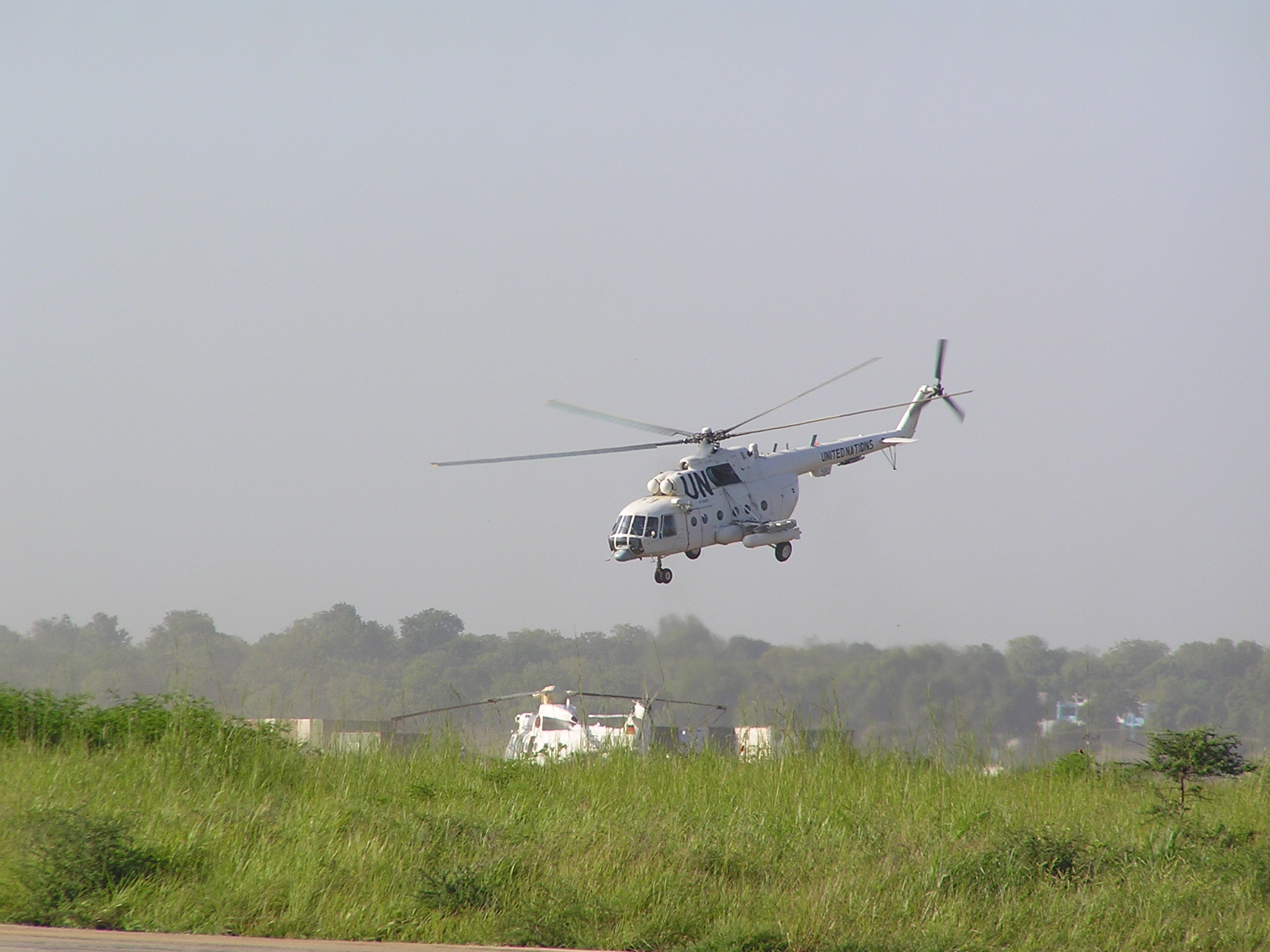
Взлёт МИ-8 с аэродрома в Джубе.

- перевозка личного состава, техники и материальных средств;
- высадка/подбор групп быстрого реагирования;
- переброска личного состава контингентов ООН;
- эвакуация раненных;
- обеспечение поисково-спасательных операций;
- ведение воздушной разведки, патрулирование и наблюдение.

При этом, в соответствии с Гарантийным письмом, боевое применение вертолётов было исключено.
Хотя, нередко руководством Миссии ООН в Судане ставились достаточно специфические задачи, в частности неоднократно вертолёты авиационной группы задействовались для обеспечения переговорного процесса с хорошо известной в регионе группировкой Армия сопротивления Господа — Lord’s Resistance Army (LRA).

## История

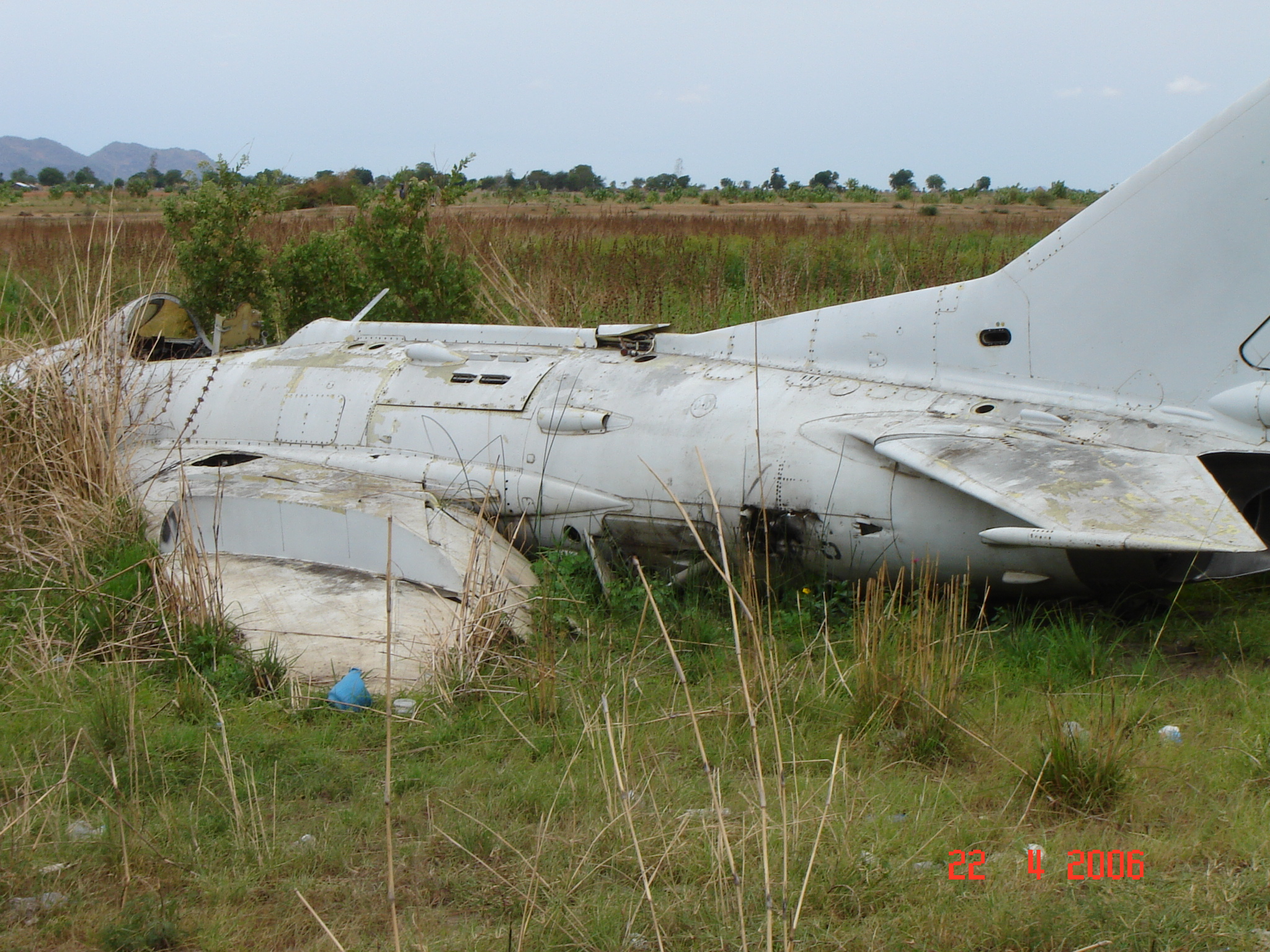
Эхо суданской войны.

### Краткая история конфликта
Конфликт между севером и югом возник буквально через год после того, как Судан обрёл независимость 1 января 1956 года. С этого момента страна за исключением лишь 11 лет жила в условиях гражданского конфликта.
Последняя гражданская война между севером и югом началась в 1983 году после срыва Аддис-Абебского соглашения 1972 года. Более двух десятилетий правительство страны и Народно-освободительное движение/армия Судана (Sudan People`s Liberation Movement/Army — SPLM/A), главное повстанческое движение на юге, вели борьбу за природные ресурсы, власть, место религии в государстве и самоопределение. За это время более 2 миллионов человек погибли, 4 миллионам пришлось покинуть родные места, а ещё 600 тысяч человек были вынуждены искать убежища за границей в качестве беженцев.
Остановить кровопролитие удалось лишь 9 января 2005 года, когда в результате неимоверных политических усилий, приложенных ООН, Африканским союзом (АС) и государствами-посредниками, противоборствующие стороны подписали Всеобъемлющее мирное соглашение. 24 марта 2005 года Совет Безопасности ООН резолюцией № 1590 (2005) учредил Миссию ООН в Судане (МООНС).

### Развёртывание российской авиационной группы в Судане

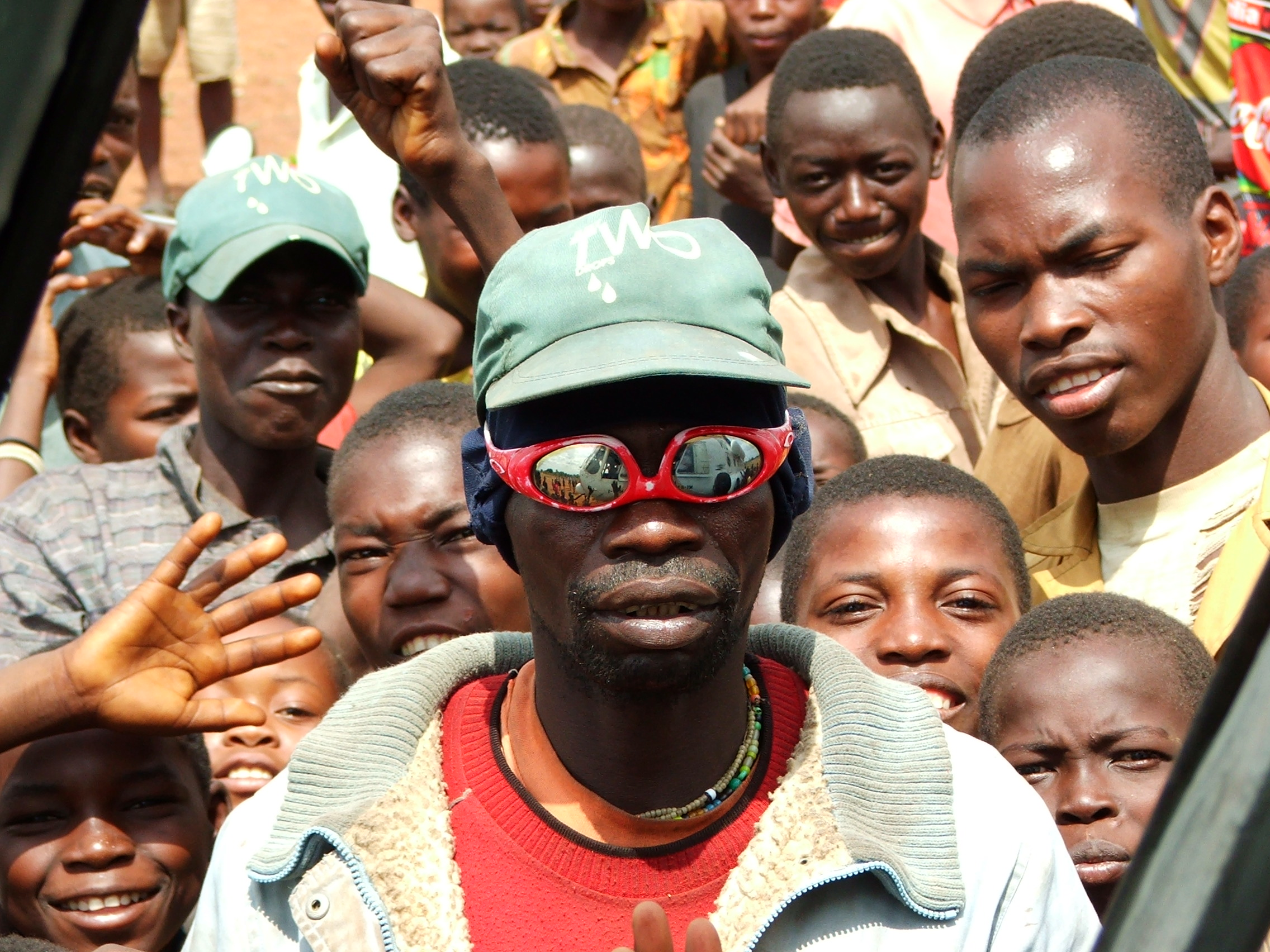
Местное население встречает вертолёт.

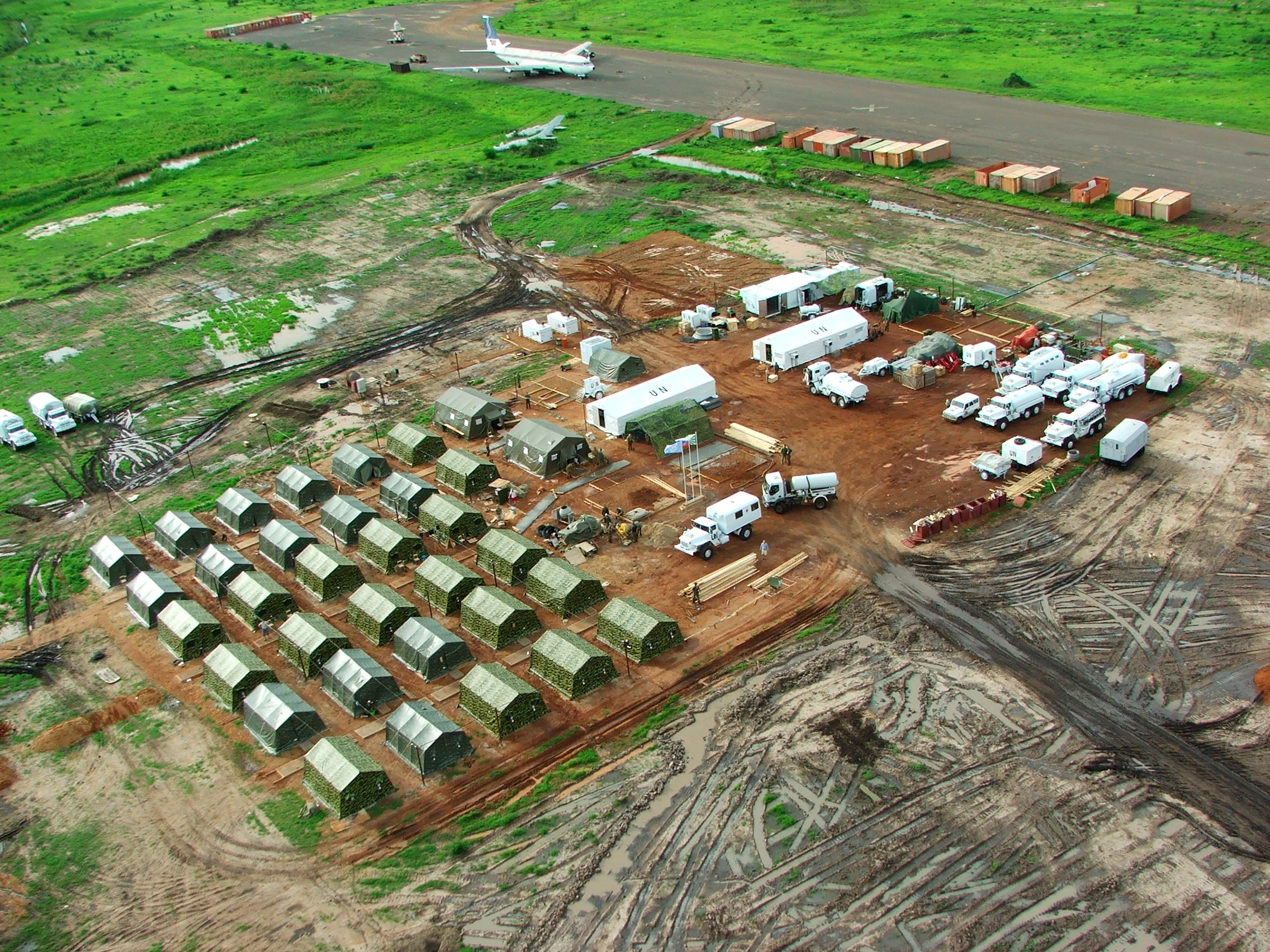
Территория авиагруппы в период развёртывания — вид сверху.

После неоднократных обращений Генерального секретаря ООН Кофи Анана, руководство Российской Федерации приняло решение направить в Судан авиационную группу в составе 4 вертолётов МИ-8 и 120 человек личного состава. Соответствующий Указ об этом Президент Российской Федерации подписал 7 февраля 2006 года.
По завершении сборов, проведённых на базе 344 Центра боевой подготовки и переучивания лётного состава армейской авиации в городе Торжке Тверской области 20 апреля 2006 года первая группа передовой команды в составе 8 человек с техническим имуществом на военно-транспортном самолёте Ил-76 вылетела с военного аэродрома «Мигалово» и рано утром 21 апреля 2006 года прибыла в город Джубу.
Состав передовой команды (1-я группа):
- полковник Петровичев Михаил Иванович (командир авиационной группы);
- полковник Хазов Алексей Николаевич;
- полковник Котенко Виктор Фёдорович;
- майор Горбунов Валентин Александрович;
- майор Форсов Александр Николаевич;
- капитан Губайдуллин Руслан Раисович;
- прапорщик Рыбаков Сергей Анатольевич;
- прапорщик Липатов Павел Геннадьевич.

В связи с политической нестабильностью в регионе и решением правительства Судана прибытие последующих рейсов с персоналом и имуществом произошло с двухнедельной задержкой, что затянуло развёртывание авиационной группы. Перебазирование и сборка вертолётов группы проводилось в Энтеббе (Уганда) с последующим их перелётом в Джубу. Необходимость доставки вертолётов через Уганду была вызвана тем, что ВПП аэродрома Джуба не обеспечивает посадку самолёта Ан-124, на котором и осуществлялась переброска авиационной техники. Несмотря на все сложности, 1 июня 2006 года российская авиационная группа приступила к выполнению задач по предназначению.

### Участие российской авиационной группы в миротворческой операции
Всего за прошедший период в миротворческой операции Миссии ООН по поддержанию мира в Республике Судан приняло участие 10 ротаций личного состава. Каждая ротация в среднем длилась не менее 6 месяцев. За это время российские экипажи налетали более 12 тысяч часов, перевезли более 100 тысяч пассажиров и 1,5 тысячи тонн различного груза. Было выполнено более 15 тысяч вылетов, которые несмотря на отсутствие бортового оружия, фактически были боевыми. Неоднократно экипажи вертолётов подвергались захвату на площадках, несколько раз были обстреляны из автоматического оружия. Особенно подобные случаи участились в 9 ротации. Возможно, это обстоятельство и стало одной из основных причин вывода авиационной группы в марте 2012 года, который был выполнен в соответствии с Указом Президента РФ от 24 января 2012 года «Об отзыве воинского формирования Вооружённых Сил Российской Федерации, принимающего участие в операции ООН по поддержанию мира в Республике Судан». Хотя, главнокомандующий Сухопутными войсками России генерал-полковник Чиркин, выступая на заседании комитета Совета Федерации по обороне и безопасности, называл другие причины вывода авиационной группы: 

«Вооружение и военная техника подразделений РФ напрямую не предназначены для решения миротворческой задачи в условиях жаркого климата — происходит перегрев двигателей, наблюдается отсутствие элементарного комфорта…».

### Итоги деятельности

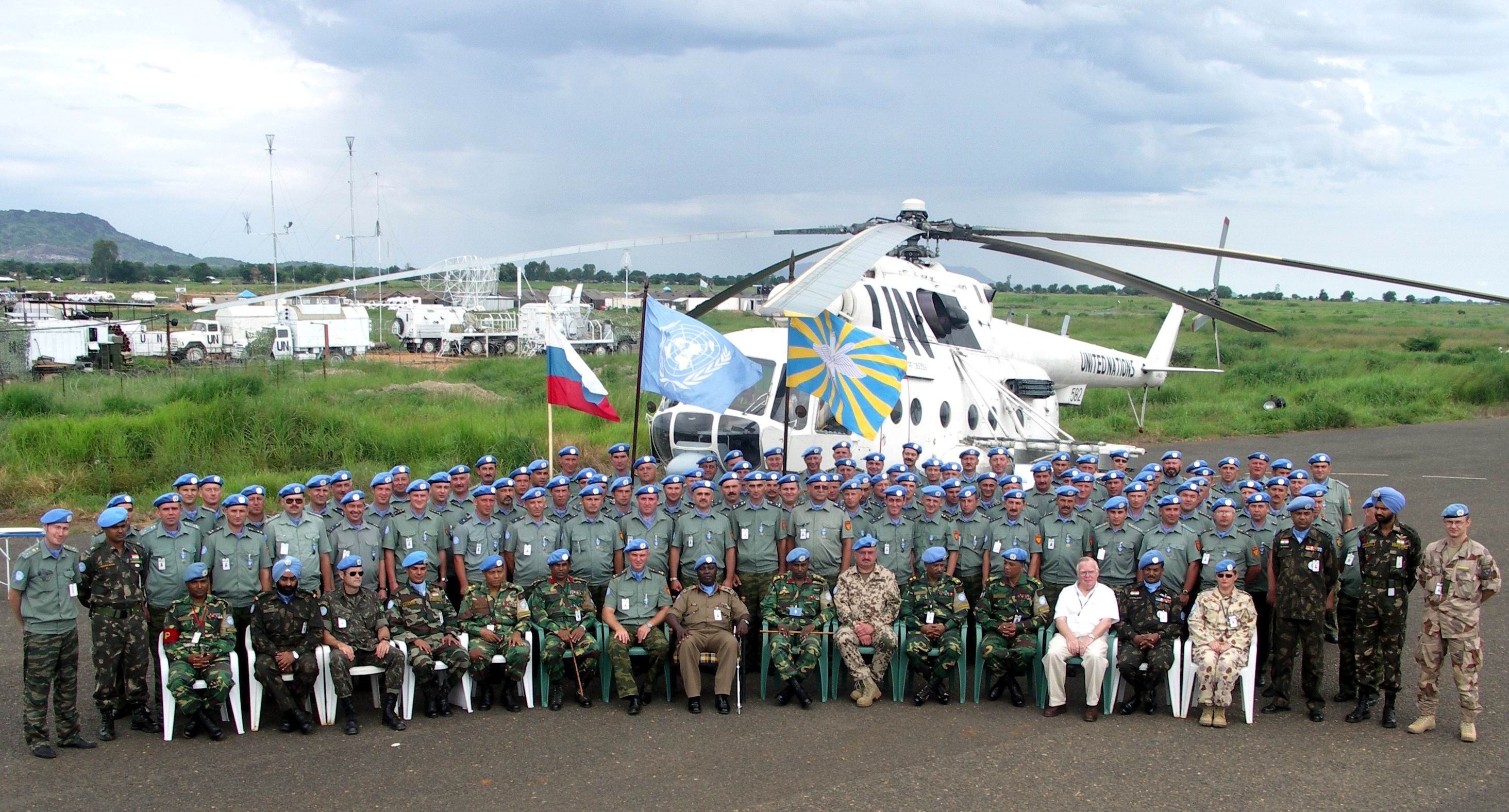
Награждение личного состава РАГ-1 медалями ООН «На службе мира» за участие в миротворческой операции.

Гражданская администрация и военное командование миротворческой Миссии ООН в Судане на протяжении всех шести лет пребывания авиационной группы всегда высоко оценивало работу российских авиаторов. В частности, начальник штаба военного компонента Миссии ООН в Джубе Эббе Дераас в своём интервью телеканалу «Звезда» сказал о работе российских вертолётчиков следующее: 

«Российская авиационная группа за эти годы успела стать жизненно важной частью военной миссии ООН в регионе. На российских летчиков всегда можно было положиться, особенно в этой стране, где почти нет дорог, а значит, российские вертолеты были единственным возможным средством передвижения…»

## Состав российской авиационной группы
Миротворческий контингент включал в себя 4 вертолёта МИ-8МТВ и 120 человек личного состава. В 2010 году в Джубу были перебазированы ещё 4 вертолёта МИ-8МТ, принимавшие участие в миротворческой операции Европейского союза в Республике Чад в 2008—2010 гг.
По состоянию на 1 июня 2006 года в состав авиационной группы входили: управление (13), штаб (4), связь (8), ИАС (30), звено (21), тыл (8), АТО (11), хоз.отделение (6), метеослужба (1), ГРП (1), ПС и ПДС (1), столовая (8), медицинская служба (7) и клуб (1). Итого: 120 человек. В 2010 году 14 человек из состава российского авиационного контингента, выводимого из Республики Чад, пополнили авиационную группу в Судане.
Лингвистическое обеспечение деятельности авиационной группы, включая ведение радиообмена на английском языке, обеспечивали военные переводчики (7 человек), входившие в состав вертолётного звена (5) и штаба (2), а также офицер по взаимодействию.

## Командиры ротаций авиационной группы
- 1 ротация — полковник Петровичев Михаил Иванович;
- 2 ротация — полковник Распопов Юрий Алексеевич;
- 3 ротация — полковник Хайдаров Наиль Назипович;
- 4 ротация — полковник Ахметшин Фаяз Альфатович;
- 5 ротация — полковник Зиборев Владимир Георгиевич;
- 6 ротация — полковник Ивлев Игорь Иванович;
- 7 ротация — полковник Сидоров Валерий Евгеньевич;
- 8 ротация — полковник Обухов Руслан Михайлович;
- 9 ротация — полковник Михайлиди Андрей Валерьевич;
- 10 ротация — полковник Деляев Виктор Алексеевич.

## Инциденты
19 мая 2006 года в результате возгорания складов с боеприпасами Народной армии освобождения Судана (Sudan People`s Liberation Army — SPLA) и разлёта реактивных снарядов, на территории расположения авиационной группы получил ранение прапорщик Валиев Сабир Альбурович. После успешно проведённой операции в бангладешском военном госпитале был репатриирован в Россию.

## Медицинское обеспечение
За время работы первой группы, проживавшей в течение 8 месяцев в палатках в условиях экваториального климата Южного Судана, благодаря достаточному уровню медицинского обеспечения только 18 человек переболели малярией.